# Menjamel de Buru
El menjamel de Buru (Lichmera deningeri) és un ocell de la família dels melifàgids (Meliphagidae).

## Hàbitat i distribució
Habita els boscos de les muntanyes de l'illa de Buru, a les Moluques meridionals.